# UFC on FOX 27
UFC on FOX 27: Jacare vs. Brunson 2（ユーエフシー・オン・フォックス・トゥエンティーセブン：ジャカレイ・バーサス・ブランソン・ツー）は、アメリカ合衆国の総合格闘技団体「UFC」の大会の一つ。2018年1月27日、ノースカロライナ州シャーロットのスペクトラム・センターで開催された。

## 大会概要
本大会ではホナウド・ジャカレイとデレク・ブランソンによるミドル級戦が組まれた。

## 試合結果

### アーリープレリム
第1試合 フェザー級 5分3R
○  コーリー・サンドヘイゲン vs.  オースティン・アーネット ×
2R 3:48 TKO（スタンドパンチ連打）
第2試合 ウェルター級 5分3R
○  ニコ・プライス vs.  ジョージ・サリバン ×
2R 4:21 リアネイキッドチョーク

### プレリミナリーカード
第3試合 ライト級 5分3R
○  ヴィンス・ピチェル vs.  ジョアキン・シウバ ×
3R終了 判定3-0（29-28、29-28、29-28）
第4試合 女子フライ級 5分3R
○  キム・ジヨン vs.  ジャスティン・キッシュ ×
3R終了 判定2-1（29-28、28-29、30-27）
第5試合 女子ストロー級 5分3R
○  ランダ・マルコス vs.  ジュリアナ・リマ ×
3R終了 判定3-0（30-27、30-27、30-27）
第6試合 女子フライ級 5分3R
○  ケイトリン・チュケイギアン vs.  マーラ・ロメロ・ボレラ ×
3R終了 判定3-0（29-28、29-28、30-27）
第7試合 フェザー級 5分3R
○  ミアサド・ベクティック vs.  ゴドフレド・ペペイ ×
1R 2:47 KO（右ボディブロー）
第8試合 ライト級 5分3R
○  ボビー・グリーン vs.  エリック・コク ×
3R終了 判定3-0（29-28、29-28、29-28）

### メインカード
第9試合 ウェルター級 5分3R
○  ドリュー・ドーバー vs.  フランク・カマチョ ×
3R終了 判定3-0（29-28、29-28、30-27）
第10試合 ライト級 5分3R
○  グレゴール・ガレスピー vs.  ジョーダン・リナルディ ×
1R 4:46 TKO（パウンド）
第11試合 フェザー級 5分3R
○  アンドレ・フィリ vs.  デニス・バミューデス ×
3R終了 判定2-1（29-28、27-30、29-28）
第12試合 ミドル級 5分5R
○  ホナウド・ジャカレイ vs.  デレク・ブランソン ×
1R 3:50 KO（右ハイキック→パウンド）

### 各賞
ファイト・オブ・ザ・ナイト： ドリュー・ドーバー vs. フランク・カマチョ
パフォーマンス・オブ・ザ・ナイト： ホナウド・ジャカレイ、ミアサド・ベクティック
各選手にはボーナスとして5万ドルが授与された。

### カード変更
負傷などによるカードの変更は以下の通り。